# 韦尔坎
韦尔坎（法語：Verquin，法語發音：[vɛʁkɛ̃]）是法国上法兰西大区加来海峡省的一个市镇，属于贝蒂讷区。

## 地理
韦尔坎（50°30'9"N, 2°38'24"E）面积3.7 平方千米，位于法国上法蘭西大區加来海峡省，该省份为法国北部沿海省份，西北濒北海，南至索姆省，东临北部省。
与韦尔坎接壤的市镇（或旧市镇、城区）包括：贝蒂讷、德鲁万勒马赖、富基耶尔莱贝蒂讷、讷莱米讷、沃德里库尔、韦尔基尼厄勒。

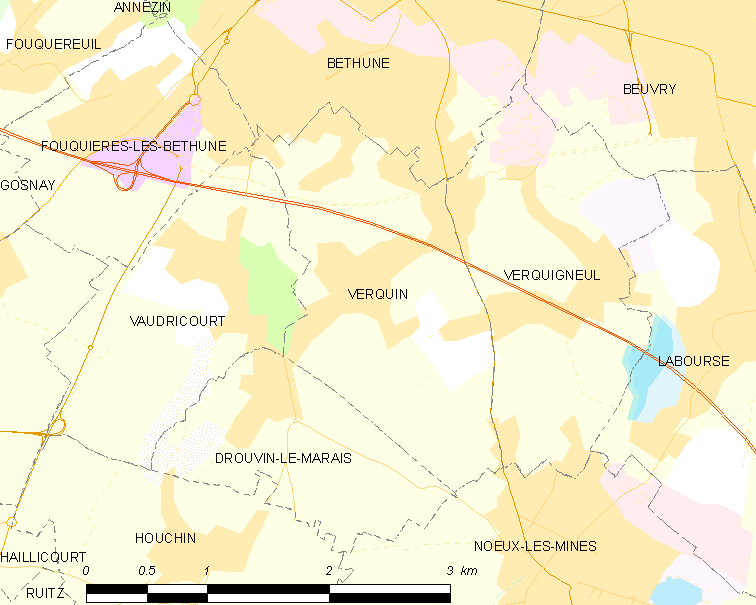
韦尔坎的OSM定位图

韦尔坎的时区为UTC+01:00、UTC+02:00（夏令时）。

## 行政
韦尔坎的邮政编码为62131，INSEE市镇编码为62848。

## 政治
韦尔坎所属的省级选区为伯夫里县。

## 人口

1962-2008年间韦尔坎人口变化图示

韦尔坎于2022年1月1日时的人口数量为3452人。